# Fermat (månekrater)
 For alternative betydninger, se Fermat. (Se også artikler, som begynder med Fermat)
Fermat er et nedslagskrater på Månen. Det befinder sig på Månens forside og er opkaldt efter den franske matematiker Pierre de Fermat (1601 – 1665).
Navnet blev officielt tildelt af den Internationale Astronomiske Union (IAU) i 1935. 

## Omgivelser
Fermatkrateret ligger vest for Rupes Altai-skråningen. Mod vest-sydvest ligger det større Sacroboscokrater og mod sydvest det irregulære Ponskrater

## Karakteristika
Fermatkraterets rand er nedslidt og noget irregulær, men har stadig en ydre vold. Den nordlige del af randen er indrykket af et dobbeltkrater, som indbefatter satellitkrateret "Fermat A". Kraterbunden er forholdsvis flad og uden en central top.

## Satellitkratere
De kratere, som kaldes satellitter, er små kratere beliggende i eller nær hovedkrateret. Deres dannelse er sædvanligvis sket uafhængigt af dette, men de får samme navn som hovedkrateret med tilføjelse af et stort bogstav. På kort over Månen er det en konvention at identificere dem ved at placere dette bogstav på den side af satellitkraterets midte, som ligger nærmest hovedkrateret. Fermatkrateret har følgende satellitkratere:
| Fermat | Længde  | Bredde  | Diameter |
| ------ | ------- | ------- | -------- |
| A      | 21,8° S | 19,6° Ø | 17 km    |
| B      | 23,0° S | 21,1° Ø | 11 km    |
| C      | 21,0° S | 18,5° Ø | 14 km    |
| D      | 20,1° S | 18,0° Ø | 13 km    |
| E      | 19,9° S | 19,9° Ø | 7 km     |
| F      | 22,1° S | 20,2° Ø | 5 km     |
| G      | 19,4° S | 20,0° Ø | 7 km     |
| H      | 23,1° S | 20,7° Ø | 5 km     |
| P      | 23,6° S | 19,3° Ø | 37 km    |

## Måneatlas
- Billeder af Fermatkrateret i LPI-måneatlasset